# Cleiton Schwengber
Cleiton Schwengber (Belmonte, 19 de agosto de 1997), mais conhecido como Cleiton, é um futebolista brasileiro, que atua como goleiro, atualmente joga pelo Red Bull Bragantino.

## Carreira

### Atlético Mineiro

#### 2017
Cleiton é um goleiro de futebol revelado nas categorias de base do Atlético Mineiro. Sua chegada ao profissional da equipe aconteceu no início de dezembro de 2017.
Em 2017, pelo Campeonato Brasileiro, o goleiro fez sua estreia como profissional em partida contra a Chapecoense, além de ter sido chamado para disputar o Campeonato Sul-Americano Sub-20 pela seleção da categoria. Em 2019, Cleiton foi convocado pela primeira vez para defender a Seleção Brasileira Olímpica em amistosos.

#### 2019
Com a lesão de Victor, ídolo da torcida atleticana, Cleiton assumiu a titularidade do clube mineiro no Brasileirão 2019, terminando na 13ª posição.

### Bragantino
Cleiton foi contratado pelo Red Bull Bragantino, em 2020, por cerca de R$ 23 milhões
Ele foi reserva durante o Campeonato Paulista, mas recebeu uma oportunidade na Copa Paulista contra o Botafogo de Ribeirão Preto, tendo uma grande atuação, defendendo 2 pênaltis, tornando-se o titular da equipe.